# به سوی جنگل کرم‌های شب‌تاب
به سوی جنگل کرم‌های شب‌تاب یا هوتاروبی نو موری (به انگلیسی: Hotarubi no Mori e) یک مانگا وان‌شات شوجو نوشته یوکی میدوری‌کاوا است. در ژوئیه ۲۰۰۲ این اثر در مجله لالا دی‌اکس (LaLa DX) ژاپن منتشر شد و در ژوئیه ۲۰۰۳ در قالب مجموعه‌ای تانکوبون از وان شات‌های عاشقانه تجدید چاپ شد. هوتاروبی نو موری داستان دختر جوانی به نام هوتارو و دوستی او با گین را روایت می‌کند. گین مرد جوان عجیب و غریبی است که ماسک بر  دارد و در سن شش سالگی در جنگلی کوهستانی زندگی می‌کند. هوتارو متوجه می‌شود که گین ماوراء الطبیعه است و لمس او باعث ناپدیدشدن همیشگی او می‌شود. هوتارو برای گذراندن وقت با گین هر تابستان برمی‌گردد و بخاطر محدودیت‌ها، رابطه آن‌ها به بلوغ می‌رسد. الهام نوشتن داستان به طور ناگهانی به میدوری‌کاوا رسید و او بلافاصله مانگا را کشید.
در سال ۲۰۱۱ یک فیلم انیمه ۴۴ دقیقه‌ای با همین نام در استودیوی برینز بیس به کارگردانی تاکاهیرو اوموری تولید شد. پس از اکران در ۱۷ سپتامبر ۲۰۱۱، این فیلم ماه‌ها در ژاپن طرفداران زیادی داشت. در ۸ اکتبر ۲۰۱۱ در جشنواره Scotland Loves Animation در اروپا اکران شد و جایزه هیئت داوران را از آن خود کرد. این فیلم در جشنواره بین‌المللی فیلم لیدز، نمایشگاه محتوای انیمه و نمایشگاه انیمه اکسپو به نمایش درآمد و همچنین برنده جایزه فیلم انیمیشن در شصت و ششمین جوایز سالانه فیلم ماینیچی شد.
در ۲۲ فوریه ۲۰۱۲ این انیمه بر روی دیسک بلوری و دی‌وی‌دی در ژاپن منتشر شد. آیانه ساکورا صداپیشه هوتارو در مصاحبه ای گفت که در حین ضبط صدای هوتارو واکنش احساسی شدیدی تجربه کرده و میدوری‌کاوا اذعان کرد که این داستان تأثیر مثبتی بر حرفه او داشته‌است. منتقدان این فیلم انیمه را به دلیل زیبایی، سادگی و لطافت آن تحسین کردند و آن را به آثار هایائو میازاکی از استودیو جیبلی و ماکوتو شینکای تشبیه کردند. انتقادات منفی کمی نیز وجود داشت که بیشتر بر روی کوتاه بودن فیلم متمرکز بود.